# Pseudochromadora interdigitata
Pseudochromadora interdigitata is een rondwormensoort. De wetenschappelijke naam van de soort is voor het eerst geldig gepubliceerd in 1995 door Muthumbi, Verschelde & Vincx.